# 揆園史話
『揆園史話』（きえんしわ、규원사화）は、李氏朝鮮の粛宗時代の1675年に北崖子が著した偽書（偽史書）。朝鮮の先史時代と檀君朝鮮の歴代檀君に対して詳細に記述している。
この偽書は、写本が先に発見されたため20世紀に書かれたと見なされてきたが、後に北崖子の原本が発見され、檀君朝鮮について記す一連の偽書の中でも、比較的由来の古いものであることが判明した。1972年11月3日に韓国国立中央図書館古書審議議員である李家源・孫寶基・任昌淳3人が珍本であることを確認した。